# Caligo diluta
Caligo diluta är en fjärilsart som beskrevs av Hans Ferdinand Emil Julius Stichel 1909. Caligo diluta ingår i släktet Caligo och familjen praktfjärilar. Inga underarter finns listade i Catalogue of Life.